# Deryn Lake
Deryn Lake, pseudonimo di Dinah Lampitt (Ilford (Essex), 6 marzo 1937), è una scrittrice britannica di romanzi storici.
Vive attualmente ad Hastings, nell'East Sussex.

## Opere

### Ciclo di John Rawlings
- Il giardino delle ombre (Death in the Dark Walk), 1994, Il Giallo Mondadori n. 2591
- La morte in palcoscenico (Death at the Beggar's Opera), 1995, Il Giallo Mondadori n. 2611
- La taverna del diavolo (Death at the Devil's Tavern), 1996, Il Giallo Mondadori n. 2658
- La palude delle ombre (Death on the Romney Marsh), 1998, Il Giallo Mondadori n. 2694
- Lo stagno delle speranze perdute (Death in the Peerless Pool), 1999, Il Giallo Mondadori n. 2711
- I delitti degli speziali (Death at Apothecaries' Hall), 2000, Il Giallo Mondadori n. 2770
- L'ombra dello scandalo (Death in the West Wind), 2001, Il Giallo Mondadori n. 2803
- Morte a palazzo (Death at St. James's Palace), 2002, I Classici del Giallo Mondadori n. 1044
- La valle delle ombre (Death in the Valley of Shadows), 2003, I Classici del Giallo Mondadori n. 1064
- Omicidio al tramonto (Death in the Setting Sun), 2005, I Classici del Giallo Mondadori n. 1091
- Nero Cornovaglia (Death and the Cornish Fiddler), 2006, I Classici del Giallo Mondadori n. 1157
- Le ombre dell’inferno, (Death in Hellfire), 2007, Il Giallo Mondadori n. 3034
- La morte e la Piramide Nera (Death and the Black Pyramid, 2009, Il Giallo Mondadori n. 3130
- Death at the Wedding Feast, 2011
- Death on the Rocks, 2014

### Altri romanzi
- 2005 - The Governor's Ladies
- 2006 - The King's Women

### Altri romanzi scritti come Dinah Lampitt
- 1983 - Sutton Place
- 1984 - The Silver Swan
- 1985 - Fortune's Soldier
- 1987 - To Sleep No More
- 1989 - Pour the Dark Wine
- 1992 - The King's Women
- 1993 - As Shadows Haunting
- 1994 - Banishment